# Phradis decrescens
Phradis decrescens är en stekelart som först beskrevs av Thomson 1889.  Phradis decrescens ingår i släktet Phradis och familjen brokparasitsteklar. Arten är reproducerande i Sverige. Inga underarter finns listade i Catalogue of Life.